# Суходольский, Владимир Николаевич
Владимир Николаевич Суходольский (7 мая 1907—1966) — начальник Управления НКВД по Тульской области, генерал-майор (1945).

## Биография
Родился в Туле, в семье мелкого чиновника. Отец пел в церкви для дополнительного заработка. Семья постоянно переезжала, Владимир учился в церковно-приходской школе, но не окончил её.
Трудовую деятельность начал в 1924 переплётчиком. Вскоре уже работал на Тульском оружейном заводе в кузнечной мастерской, где поступил на вечернее отделение рабфака, так как из-за тяжёлого материального положения семьи работу оставить не мог.
Окончил рабфак в 1931, после этого по направлению Наркомата тяжёлой промышленности поступил в Московский авиационный институт.
Но в 1932 году, в связи со смертью отца (больная мать и маленькие сестры), вернулся в Тулу и продолжил обучение Тульском механическом институте. Диплом инженера-механика получил в1935 году.
С 1935 по 1937 Владимир Суходольский был начальником зуботочного цеха. В 1937 году его назначили старшим конструктором. 15 марта 1938 года, решением Тульского обкома КПСС, В. Н. Суходольский направлен в Центральную школу НКВД СССР, по окончании которой назначен в Центральный аппарат (ГЭУ НКВД СССР). Здесь 14 марта 1940 года он получил очередное звание «капитан госбезопасности».
В НКВД с 1938, в 1939—1940 — заместитель начальника 1-го отдела Главного экономического управления (ГЭУ) НКВД СССР. В 1940—1941 — начальник отдела НКВД Эстонской ССР, в феврале—июне 1941 и с мая 1943 до октября 1946 начальник УНКГБ-УМГБ, с июля 1941 до мая 1943 начальник УНКВД по Тульской области, с октября 1946 до ноября 1951 — начальник УМГБ по Воронежской области. С ноября 1951 до июля 1953 — советник МГБ-МВД СССР при МВД Болгарской народной республики, с июля 1953 до июля 1955 — старший советник Аппарата старшего советника МВД-КГБ при МВД НРБ, с июля 1955 до февраля 1956 — в распоряжении Управления кадров КГБ при СМ СССР. Приказом КГБ при СМ СССР № 108 от 9 февраля 1956 уволен из органов КГБ при СССР в запас по статье 59 пункт «б» (по болезни). 23 марта 1957 исключён из членов КПСС, 3 сентября 1957 лишён звания «генерал-майор» (постановление Совмина СССР № 1068).

## Звания
- старший лейтенант государственной безопасности, 07.06.1939;
- капитан государственной безопасности, 14.03.1940;
- майор государственной безопасности, 04.01.1942;
- комиссар государственной безопасности, 14.02.1943;
- генерал-майор, 09.07.1945.

## Награды
- знак «Заслуженный работник НКВД»;
- орден «Знак Почёта»;
- два ордена Красной Звезды;
- орден Отечественной войны 1-й степени;
- медали.